# Toktu
Toktu (bolgarsko Токту, Toktu)  je bil bolgarski kan, verjetno iz klana Ugain, ki je vladal od leta 766-767, * ni znano, † 767. 
Bizantinski kronist, patriarh Nikefor I. Carigrajski, piše, da je bil Toktu »Bolgar, in brat Bajana«.  Zapis nakazuje, da je bil Bajan  pomemben mož, za Toktuja pa ne pove, zakaj ga omenja. Domneva se, da je spadal v  tisti del bolgarskega plemstva, ki zagovarjal sovražno politiko do Bizantinskega cesarstva. 
Toktu se je moral takoj po prevzemu oblasti soočiti z uporom in poskušal pobegniti iz države. Za razliko od svojega predhodnika Sabina je poskušal pobegniti proti severu, vendar so ga v bližini Donave ujeli in skupaj z bratom Bajanon ubili.
Džagfar tarihi (Zgodovina Džagfarja), sporno besedilo v ruskem jeziku, ki naj bi bilo delen prevod zgodnjih zgodovinskih gradiv o Bolgarih, Hazarih in drugih evrazijskih nomadskih ljudstvih, ki so jih v 17. stoletju zbrali Volški Bolgari, omenja Azan Tokto, se pravi Toktuja, kot sina sicer nedokazanaga Kermeka, sina nekdanjega  bolgarskega vladarja Suvarja, se pravi Sevarja.